# 奧托的歷險
《奧托的歷險》（英語：Alto's Adventure）是一款以單板滑雪為主題的無盡平台遊戲，由Snowman開發，於2015年首度發布。在遊戲中，玩家角色會在隨機生成的地形中自動地往右滑行，追趕脫逃的駱馬，途中玩家可透過點擊螢幕來使用特技（如後空翻等），並努力完成關卡目標、打破最高分或升級。Snowman是一個獨立遊戲開發團隊，總部位在加拿大安大略省的多伦多，在做出這款遊戲前曾開發過幾款工作型應用程式。該遊戲模擬了滑雪的空靈氛圍，並受到《風之旅人》（2012年）、《托尼·霍克职业滑板2》（2000年）、《翼飛衝天》（2011年）和《玩具車大冒險》（2009年）等遊戲的影響。
該遊戲於2015年2月19日首度發布iOS版（須付費），而Android版（免費）和Kindle Fire版則於隔年2月11日推出。2016年7月8日，《奧托的歷險》免費登陸Windows系統。2018年9月24日，麥金塔版（須付費）發布，同時於Google Play商店取消了台灣地區的下載及遊玩。任天堂Switch平台的版本於2020年9月發行。
根據評論匯總網站Metacritic，該遊戲所獲評價多為正面，評論家們多稱讚其藝術風格和氛圍，但批評其遊戲玩法缺少原創性。《口袋玩家》授予《奧托的歷險》金獎。續作《奧托的奧德賽》於2018年發布。

## 遊戲玩法
《奧托的歷險》是一款以橫向捲軸型式進行的無盡平台遊戲。在遊戲中，玩家角色會在隨機生成的地形中自動地往右滑行，玩家點擊螢幕即可讓角色跳躍，躲避障礙物。跳躍時，玩家可透過按住螢幕操控角色在半空中進行特技。如果玩家撞到障礙物或落地時頭下腳上的話，遊戲就會結束。每次遊戲過程中，玩家都會被賦予3個目標，完成（或選擇「略過」）這些目標後才能解鎖接下來的三個目標。整個遊戲中共有180個目標。這些目標包含滑行一定的距離、表演特技（如後空翻落地）、捕捉脫逃的駱馬、飛越危險的懸崖、磨彩旗（跳到彩旗上滑行）、在途中拿到特定寶物（如能吸取金幣的磁鐵）或與深山老人鬥智等。玩家可在遊戲中獲得金幣，完成目標後也會得到獎勵，這些收集來的金幣可以到商店升級物品。
另外，玩家也可以透過連續進行特技獲得更多分數。該遊戲的背景會隨著時間流逝而改變，如雪山、森林、村莊和遺跡等；天氣放面也會有變化，如暴雨、暴雪、大霧、彩虹和流星等。在遊戲後期，玩家可以從商店中購買飛鼠裝，遊戲的部分元素也會隨之改變。除了經典模式，《奧托的歷險》還另外附有「禪模式」，當中玩家可以無盡重生。遊戲中有6個不同的角色供玩家解鎖，解鎖條件由低至高分別為奧托（Alto，為預設）、瑪雅（Maya）、帕茲（Paz）、伊傑爾（Izel）、菲利普（Felipe）和吐帕（Tupa），他們的屬性技能各不相同。玩家可透過iCloud來同步iPad和iPhone的進度。《奧托的歷險》採用Game Center中心進行遊戲排名，開放玩家與其他玩家競爭。

## 開發與發布

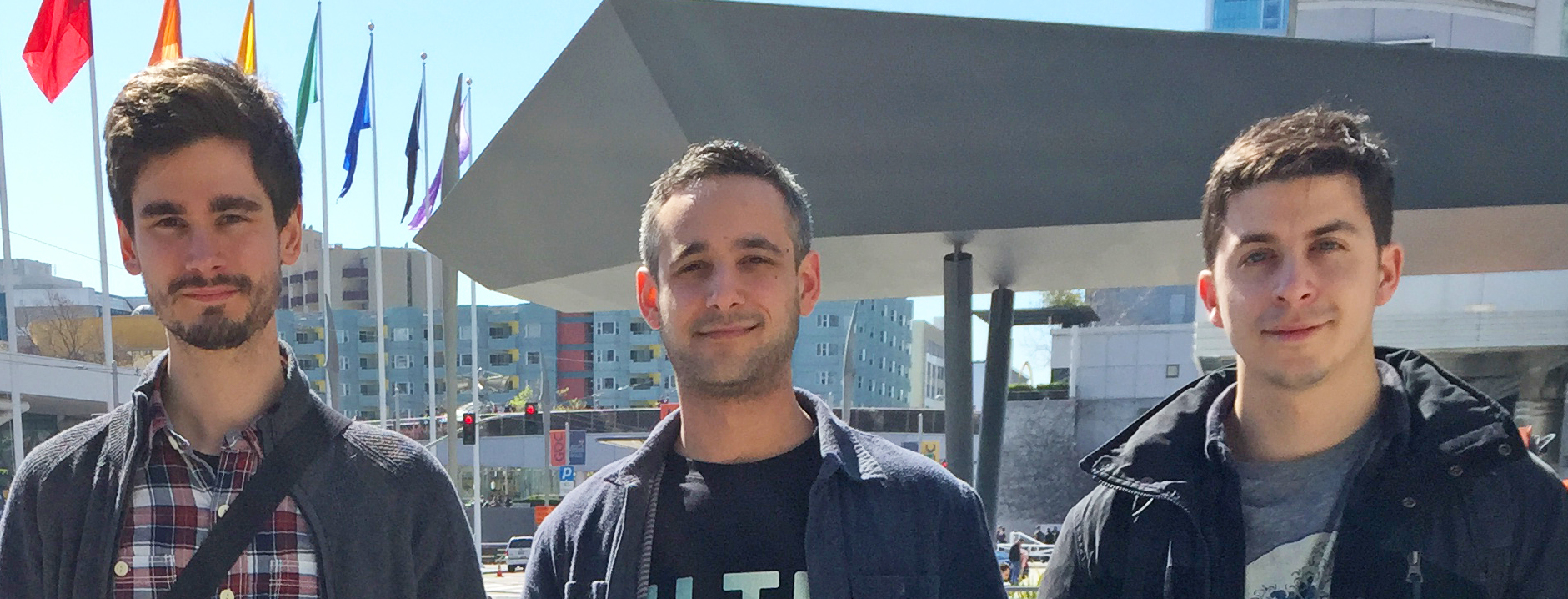
出席2015年遊戲開發者大會（GDC）的三位《奧托的歷險》開發者

《奧托的歷險》由加拿大安大略省多伦多的獨立遊戲開發團隊Snowman開發，成員包含萊恩·卡許（Ryan Cash）和喬丹·羅森柏格（Jordan Rosenberg）等人。Snowman創辦於2012年，在製作這款遊戲前曾開發過四款工作型應用程式，如和，以及一些免費小遊戲。來自英格蘭德文郡的自由業者兼程式設計師哈利·奈斯比特（Harry Nesbitt）負責擔任首席藝術師，他後來也加入了Snowman。與其他單板滑雪遊戲不同，開發團隊希望該遊戲能捕捉到「滑雪時的忘我境界和感覺」，並「讓玩家在與山一同律動時心無旁鶩」。Snowman也試圖改進其他行動裝置遊戲依賴螢幕操控來呈現電子遊戲機式元素的做法。卡許認為，這些元素本身就不適合行動裝置。
該遊戲的內容參考自《風之旅人》（2012年）、《托尼·霍克职业滑板2》（2000年）、《翼飛衝天》（2011年）和《玩具車大冒險》（2009年）等遊戲。《托尼·霍克》系列遊戲是卡許與羅森柏格年輕時的回憶，兩人想將其中的精隨，如「有趣、能激發人的目標」和「易上手、難精通的技巧系統」等特色，加入《奧托的歷險》中。另一方面，卡許表示，《翼飛衝天》讓他們「學會限制操控系統的複雜度，從而提升遊戲體驗」。他們也摒棄其他無盡跑酷遊戲的目標，認為其「無法給人鼓勵、無趣又重複」。另外，外界認為《奧托的歷險》的美學類似另一遊戲《紀念碑谷》（2014年），但卡許表示「雖然我是《紀念碑谷》的大粉絲，不過這純屬巧合」。該遊戲的配樂由布萊恩·克勞福德（Brian Crawford）與托林·巴洛戴爾（Torin Borrowdale）負責，原聲帶於2016年9月19日發布。
該遊戲的預告於2014年9月在網路上釋出。2015年2月19日，《奧托的歷險》的iOS版發布，要價2.99美元。受到《紀念碑谷》的影響，Snowman選擇將《奧托的歷險》iOS版的價格設定在高出平均值的一個數目，好補償不包含廣告和應用程式內購而失去的額外收入。同年9月，Snowman宣布該遊戲將登陸Android和Kindle Fire平台。2016年2月11日，Android版（與Noodlecake合作開發）和Kindle Fire版推出。其中，Android版可以免費下載遊玩，不像被列為「高級應用程式」的iOS版要付費下載。在接受《The Verge》採訪時，卡許解釋道，因為Android平台和iOS平台截然不同，Android平台的盜版問題較為嚴重，所以他們才選擇讓Android版可以免費下載。卡許也說，玩Android的人也能擁有和iOS版相同的體驗。不過Android版包含廣告和內購道具的功能，且為了滿足部分玩家的請求，Snowman於2018年在Android版中加入內購貨幣和角色的服務。2016年7月8日，《奧托的歷險》登陸Windows系統，可免費下載。2018年9月24日，麥金塔版發布，價格為10美元。另外，Snowman曾表示，該遊戲的任何新內容都會像《紀念碑谷》的附加篇章《被遺忘的海岸》（Forgotten Shores）那樣獨立擴展。

## 反響
《奧托的歷險》在推出後廣受好評，評論匯總網站Metacritic的分數達92/100分。眾評論家對其藝術風格和美學有著高度評價，但批評其玩法缺乏原創性。《The Verge》的安德魯·韋伯斯特（Andrew Webster）訝異於該遊戲的悠閒程度，並表示這是一次「令人難以置信的紓壓體驗」。他寫道，這個「全新的偉大iPad遊戲」已經成為他最愛的行動裝置遊戲之一，其「風格」和「美麗得無與倫比的山景」是如此的出類拔萃。韋伯斯特認為，《奧托的歷險》也有一部份是「藝術性遊戲」及「有趣的殺時間工具」，並將其比做《超級兄弟：劍與巫術》（2011年）和《翼飛衝天》（2011年）兩款遊戲的綜合體。《连线》雜誌的伊莉莎白·史坦森（Elizabeth Stinson）認為該遊戲是「互動藝術」，其美麗程度媲美《紀念碑谷》（2014年）。
《TouchArcade》的傑瑞德·尼爾森（Jared Nelson）認為《奧托的歷險》的藝術風格類似《風之旅人》，而玩法則像另一款遊戲《滑雪大冒險》（Ski Safari）。雖然覺得該遊戲缺乏挑戰性，但尼爾森依舊沉浸在「令人難以置信的視覺享受」和「許多細膩的細節」（如角色動畫、天氣和燈光的變化等）。《口袋玩家》的哈利·史萊特（Harry Slater）認為《奧托的歷險》「相當獨特」，「是App Store中數一數二的」。他也表示，「遊戲中極為簡單的玩法引人入勝，超級好玩」，不過「遊戲核心並非原創」。的艾萊·賽門特（Eli Cymet）表示自己希望能活在遊戲中的世界，並稱讚遊戲中「高水準的氛圍」。

評論家對該遊戲的藝術設計和氛圍感到印象深刻

同樣為《TouchArcade》寫評論的艾瑞克·福特（Eric Ford）認為該遊戲的玩法「沒有新意」，但「優秀的視覺風格和配樂」讓其值得一玩。福特也拿《滑雪大冒險》來和《奧托的歷險》的玩法做比較，並表示，遊戲中的升級、目標、貨幣和得分非常的「一板一眼」，不過特技系統相當不錯，就算只是完成簡單的特技也能獲得成就感。福特在評論中寫道，他並沒有使用升級，原因在於他是為了遊戲的「整體外觀和感覺」而玩：「就遊戲中絕佳、柔和、撫慰人心的配樂來看，《奧托的歷險》已經超越了遊戲的境界」。他總結說，「這款遊戲將大受歡迎，但不是玩法的功勞，而是其出色的藝術風格和視覺感受」。對於不時變換的天氣，福特感到印象深刻，認為其「改編了遊戲的感覺」。福特預測，玩家要嘛「欣賞遊戲中那完美無瑕的藝術設計」，要嘛對其「和過往無盡跑酷遊戲雷同的玩法」感到失望。
為《紐約觀察者》寫評論的的傑克·史密斯四世（Jack Smith IV）對遊戲中「精緻的細節」予以好評，並稱其為「我玩過最美麗的iPhone遊戲」。《Pando日報》的納薩尼爾·馬特（Nathaniel Mott）表示自己陶醉在遊戲中「深入人心的色調和配樂」，並在評論中寫道「寧靜放鬆的風格正是我愛上這款遊戲的原因」。CNET的傑森·帕克（Jason Parker）稱讚《奧托的歷險》的視覺呈現和風格，不過批評道「在某些天氣情況下的夜晚，你幾乎看不見障礙物」。

### 下載量
該遊戲的iOS版本剛發布就登上各大地區的下載量排行榜，不僅成為加拿大的付費應用程式排行榜的榜首，在其他10個國家或地區也名列前茅。Android版方面，據Snowman成員卡許的說法，截至2018年7月已有超過3,600萬次的下載量。其中，下載量最高的前五大地區為俄羅斯、美國、印度、巴西和墨西哥。

### 榮譽
《奧托的歷險》自發布以來獲得了不少獎項或榮譽。2015年，《奧托的歷險》榮獲《口袋玩家》的金獎，而《時代雜誌》則將其列入2015年「年度十大最美遊戲」中。2016年，其入圍獨立遊戲節（IGF）的「出色視覺呈現獎」。

## 續作
製作團隊共花了3年的時間開發續作《奧托的奧德賽》，其背景改至沙漠、峽谷和寺廟。雖然其基礎玩法無太大差異，不過多了更多新設計。2018年2月21日，續作首度發布iOS版（須付費），而免費的Android版則於同年7月25日推出。

## 外部連結
- 官方网站（英文）